# Kurundvad (linea primogenita)
Lo Stato di Kurundvad (linea primogenita) (talvolta indicato come Kurundwad) fu uno stato principesco del subcontinente indiano, avente per capitale la città di Kurundvad. Anticamente uno stato unico con la sua controparte, il Kurundvad (linea secondogenita), i due stati si separarono nel 1854 e meno di un secolo dopo, l'8 marzo 1948, entrambi entrarono a far parte dell'Unione Indiana.
Con una superficie di 479 km², lo stato di Kurundvad (linea primogenita) era più grande del territorio affidato al governo della linea secondogenita. La sua popolazione nel 1881 era pari a 35.187 individui, saliti nel 1901 a 42.474.
Come lo stato della linea secondogenita, Kurundvad (linea primogenita) era amministrato come parte dell'Agenzia degli stati del Deccan della Presidenza di Bombay. La sua capitale era a Kurundvad un piccolo villaggio presso il fiume Panchganga nel distretto di Kolhapur. Pur disponendo di territori differenti, la capitale, Kurundvad, era condivisa tra i due stati. Il territorio di entrambi era contraddistinto da continue enclave con altri stati principeschi indiani.

## Storia
Il predecessore di entrambi gli stati, lo stato di Kurundvad, venne fondato nel 1733 come feudo concesso dal pascià maratha a Trimbakrao Patwardhan. Una prima divisione dello stato avvenne nel 1811. Nel 1819 lo stato di Kurundvad divenne un protettorato britannico.
Il 5 aprile 1854 lo stato di Kurundvad venne definitivamente diviso in due entità statali separate, affidate l'uno alla linea primogenita della famiglia e l'altro alla secondogenita. Mentre i suoi tre fratelli andarono andò a governare lo stato affidato alla linea secondogenita, Shrimant Raghunathrao governò lo stato della linea secondogenita.
Lo stato di Kurundvad (linea primogenita) includeva 37 villaggi dei quali 25 si trovavano presso Belgaum. Gli altri 10 villaggi si trovavano lungo il fiume Kistna e altri villaggi minori si trovavano inclusi tra gli stati di Sangli, Kolhapur e Miraj. Altri due villaggi erano poi isolati dal resto dello stato. Questi erano il villaggio di Tikota (una enclave nel distretto di Bijapur, oggi nella Carnatica) ed il villaggio di Wategaon (una enclave nel distretto di Satara, oggi nel Maharashtra).

## Governanti
I regnanti locali appartenevano alla dinastia Patwardhan e portavano il titolo di rao.

### Rao
- 1733 - 1771                Trimbakrao I "Appa Sahib Patwardhan" (m. 1771)
- 1771 -  3 Mar 1771         Nilkanthrao "Dada Sahib Patwardhan" (n. 1726 - m. 1771)
- 1771 - 1801                Raghunathrao I "Dada Sahib Patwardhan" (n. 1750 - m. 1801)
- 1801 - 18..                Trimbakrao II "Appa Sahib Patwardhan"

#### Dopo la divisione
- 18.. - 1827                    Keshavrao "Baba Sahib" Patwardhan (n. ... - m. 1827), figlio di Trimbakrao II
- 1827 - 1876                    Raghunathrao II "Dada Sahib" Patwardhan (n. 1812 - m. 1876), figlio di Keshavrao
- 25 gennaio 1876 – 16 febbraio 1908      Chintamanrao I "Bala Sahib" Patwardhan (n. 1849 - m. 1908), figlio di Raghunathrao II
- 16 febbraio 1908 – 10 settembre 1927      Bhalchandrarao "Anna Sahib" Patwardhan (n. 1873 - m. 1927), figlio di Chintamanrao I
- 1927 - 1942 (reggenza)          Sitabai Bhalchandrarao Patwardhan "Mai Sahib" (n. 1901 - m. 1969), moglie di Bhalchandrarao e madre di Chintamanrao II
- 1942 - 8 marzo 1948           Chintamanrao II "Bala Sahib" Patwardhan (n. 1921 - m. 1980), figlio di Bhalchandrarao

L'8 marzo 1948, lo stato entrò a far parte dell'Unione Indiana. I capi della casata da quel momento furono:
- 8 marzo 1948 - 15 gennaio 1980    Chintamanrao II "Bala Sahib" Patwardhan (n. 1921 - m. 1980), figlio di Bhalchandrarao
- 15 gennaio 1980 - oggi          Bhalchandrarao II Chintamanrao Patwardhan (n. 1953)